# Interlife
Interlife è un'organizzazione di cooperazione internazionale che opera dal 2008 in Asia ed in Africa tramite il Toolkit Interlife, un modello di sviluppo che innesca un meccanismo di sviluppo socioeconomico comunitario a catena solidale potenzialmente replicabile all'infinito.
Sulla base del modello di sviluppo Toolkit, Interlife ha avviato e realizza progetti in collaborazione con il Ministero degli Esteri, il Ministero dell'interno, la Presidenza del Consiglio dei Ministri, Fondazioni e Università.

## Storia, riconoscimenti e collaborazioni
Il percorso di Interlife inizia nel 2008 come Area Progetti Sociali e Cooperazione Internazionale del Centro Itard di Milano, Impresa sociale istituita nel 1987 e accreditata dalla Regione Lombardia.
Nel 2012 Interlife si costituisce come Organizzazione autonoma ed indipendente, assumendo la forma giuridica di Onlus.
Nel 2012 progetta e realizza il modello di sviluppo Toolkit Interlife, testato e perfezionato prima in India meridionale e poi diffuso grazie alla sua versatilità anche in Africa Occidentale.
Nel 2015 si aggiudica la vittoria del concorso nazionale "WE - Women for Expo - Progetti per le donne" sotto la presidenza onoraria del Ministro degli Esteri uscente Emma Bonino; è ospite permanente presso padiglione Italia di EXPO 2015 presieduto da Diana Bracco con il progetto "Un Toolkit per ogni Donna" e riceve una nomination per il premio internazionale BIE Cosmos Prize.
Il 26 Settembre 2014 Interlife ospita la tappa italiana del Festival dell’Intercultura solidale TuMiAmi e presenta il progetto “La neuropsicomotricità incontra i bambini dell’India rurale”.
Nel 2016, inizia l’operatività in Costa d'Avorio nell'ambito del progetto del Ministero degli Interni, denominato "Progetto A.M.I.C.I - Messa in opera di soluzioni alternative alla migrazione irregolare per i giovani e i bambini in Costa d’Avorio”.
Nel 2018 è in Burkina Faso con il progetto del Ministero degli Esteri: “Progetto di approccio sistemico per il contrasto alle cause Profonde dello Sfruttamento del lavoro minorile PICAPS.
A maggio 2018 si tiene a Milano il primo Convegno di presentazione del modello Toolkit Interlife, con la presenza dell'allora Assessore e attuale europarlamentare Pierfrancesco Majorino, Fabio Petroni di E4Impact, l'Avv. Danilo Santoboni dello studio internazionale Cleary Gottlieb Laws Firm, l'imprenditore Alberto Guidotti e la Presidente di Interlife, Giorgia Gambini.
Nel 2019 porta la sua operatività in Kenya, dove avvia attività locali di sostegno alla micro-imprenditoria ed empowerment delle persone con disabilità.
Nel 2019 la Regione Lombardia organizza, presso il Palazzo Pirelli, il Convegno “Toolkit Interlife - Un nuovo modello di sviluppo economico innovativo” cui partecipano, tra gli altri, l’allora Ambasciatrice in Italia della Costa d’Avorio Janine Tagliante-Saracino e (in qualità di moderatore) Riccardo Bonacina, fondatore e coordinatore editoriale della rivista Vita.
Sempre nel 2019 Interlife partecipa, alla mostra-evento tenutasi presso il Museo della Permanente di Milano e successivamente presso il Sofitel Abidjan Hotel Ivoire di Abidjan in Costa d’Avorio, dal titolo: "Costa D'Avorio: cultura e cooperazione attraverso lo sguardo delle ONG". Evento organizzato dall'Ambasciata della Costa d'Avorio in Italia e dall'organizzazione Naduk, con il patrocinio dall’Agenzia Italiana per la Cooperazione allo Sviluppo (AICS).
Durante la serata inaugurale della mostra, l’ambasciatrice della Costa d’Avorio in Italia, Janine Tagliante-Saracino, ha consegnato alla Presidente di Interlife, Giorgia Gambini, una targa di ringraziamento per l’azione di sviluppo socioeconomico messo in atto da Interlife a favore delle comunità ivoriane estremamente vulnerabili.
Nel 2020 Interlife viene scelta come case-study dalla giornalista Antonietta Nembri per il suo libro “Non profit oggi”Edizioni Delfino.
Nel 2021 Interlife partecipa alla Conferenza Accademica Internazionale Ebes - Eurasia Business and Economics Society illustrando i risultati raggiunti e l’impatto economico e sociale dei progetti e del modello di sviluppo Toolkit Interlife.
A Gennaio 2023 parte l’avvio dei progetti “Iniziativa per la sicurezza alimentare per bambini e famiglie vulnerabili in Tamil Nadu - India” e “Intervento di sicurezza alimentare e nutrizione in sostegno alle popolazioni di Buona e Téhini in Costa d'Avorio"con interventi mirati a favore delle comunità più vulnerabili in India e Africa.
L’11 Aprile 2024, Interlife presenta presso la Sala Stampa della Camera dei Deputati i risultati dei progetti e del modello di sviluppo di Interlife  contenuti nell’ “Interlife 2024 Impact Report” nel corso dell’evento dal titolo “Toolkit interlife: un modello di sviluppo vincente per il continente africano. Esempi e risultati concreti per il piano Mattei”
I risultati del modello di sviluppo di Interlife sono compatibili al 90% con i 17 obiettivi dell’Agenda 2030 dell’ONU.
Alla conferenza stampa dell’evento hanno partecipato la Dottoressa Giorgia Gambini, Presidente di Interlife, l'Onorevole Paolo Ciani e l’Onorevole Gian Antonio Girelli, deputati PD e membri della Commissione affari sociali della Camera, l’Onorevole Paolo Formentini, deputato Lega e Vice Presidente della Commissione Affari esteri e comunitari della Camera e la Dottoressa Giada Storti, General Manager di Fondazione Etisos.
L'11 Luglio 2024 – L’organizzazione è stata audita su richiesta del Vice Presidente Paolo Formentini presso il Comitato permanente per l'attuazione dell'Agenda 2030 e lo sviluppo sostenibile nell'ambito della Commissione Affari esteri e comunitari della Camera dei Deputati. È intervenuta la Presidente di Interlife, Giorgia Gambini che ha illustrato i risultati dell'attuazione del modello di sviluppo Interlife e le sue potenzialità in termini di collaborazione attiva nell'ambito del Piano Mattei.

## Aree di intervento e programmi
Scopo dichiarato di Interlife è quello di «contribuire a ridurre la povertà e promuovere sicurezza alimentare, protezione dell'infanzia, riscatto dal lavoro minorile, salute, istruzione, opportunità formative e lavorative e tutela ambientale tramite progetti concreti e sostenibili nel tempo».

## Impatto economico e sociale
Nelle aree dove Interlife ha operato in Tamil Nadu, si registra:
1. un incremento del + 70% del reddito familiare nel primo anno di attività Toolkit[27]
2. un incremento reddituale medio del +108,80%[28][29]
3. un tasso di scolarizzazione del 100% per i bambini delle famiglie beneficiarie.

Studi certificati, condotti su oltre 4000 persone beneficiarie del modello Toolkit Interlife, in India e in Africa, hanno dimostrato che il modello ha un impatto importante sulla sicurezza alimentare ed economica dei beneficiari.
Nello specifico, già nel primo anno di avvio delle attività del Toolkit si registrano:
- Per il 100% dei beneficiari, copertura del fabbisogno alimentare familiare annuale grazie all' incremento delle produzioni agro-pastorali prima insufficienti.
- Per il 90% dei beneficiari, possibilità di integrare l’alimentazione familiare, non solo con i prodotti derivanti dalla propria attività, ma anche con l’acquisto di altri generi alimentari.
- Per l’84% dei beneficiari, aumento del numero di pasti al giorno, che passano da 1 a 3 pasti/dì.[30]

## Emergenze
Dal 2020 Interlife è stata attiva in Tamil Nadu, nell’ambito dell'emergenza COVID19 con programmi di assistenza sanitaria ed alimentare.

## Campagne di sensibilizzazione e raccolta fondi
- Compilation solidale Mediterraneo[31][32]: Produzione e ideazione di Interlife e Direzione Artistica di Livio Magnini dei Bluvertigo
- Campagna “Mediterraneo”[33]: primo singolo estratto dall’omonima compilation musicale con la produzione e ideazione del team di Interlife e la direzione artistica di Livio Magnini dei Bluvertigo e la partecipazione del violinista Manrico Padovani. Del 19 ottobre 2024 il lancio della versione inglese del singolo, "The Mediterranean"[34]
- Campagna “Invisibili”: singolo “Secret Face”[35] legato alla campagna #Invisibili di Interlife, per fornire un’alternativa concreta a tutte le persone che vivono in stato di grande necessità.
- Campagna contro il turismo sessuale: singolo “Les Jeux sont Faits”[36] con video denuncia sul fenomeno.
- Campagna di sensibilizzazione sul sostegno a distanza: singolo “Dove c’è sempre gioia”.[37][38][39][40]
- Campagna “Come un sorriso”: video “Ho bisogno di te”, con la musica del virtuoso maestro di violino Manrico Padovani e la partecipazione del Centro Santa Francesca Cabrini.
- Campagna "Una bici per la scuola". Progetto di Interlife per contrastare l'abbandono scolastico e garantire sicurezza alle bambine in India tramite la donazione di biciclette, con lancio del documentario "Ruote libere, India". [41][42][43] sostenuto dalla Fondazione Mediolanum con l'iniziativa "Fondazione Mediolanum per Interlife"[44][45][46][47]
- Campagna "Interlife per i giovani". Progetto di Interlife rivolto ai ragazzi dai 13 anni in su a sud del mondo, volto a promuovere formazione e lavoro. Affiancato dal lancio del videoclip e del brano "Come Immortali" e dal progetto "Liberi Insieme", nato in collaborazione con l'Associazione Bechildren e sostenuto dall'autrice Antonella Mei che destinerà parte dei diritti  del libro "Ogni colore un sogno - Le nostre strade di felicità" (Alpes Italia casa editrice) al progetto e rivolto ai giovani delle scuole italiane.[48][49][50]